# Pastoreo de renos

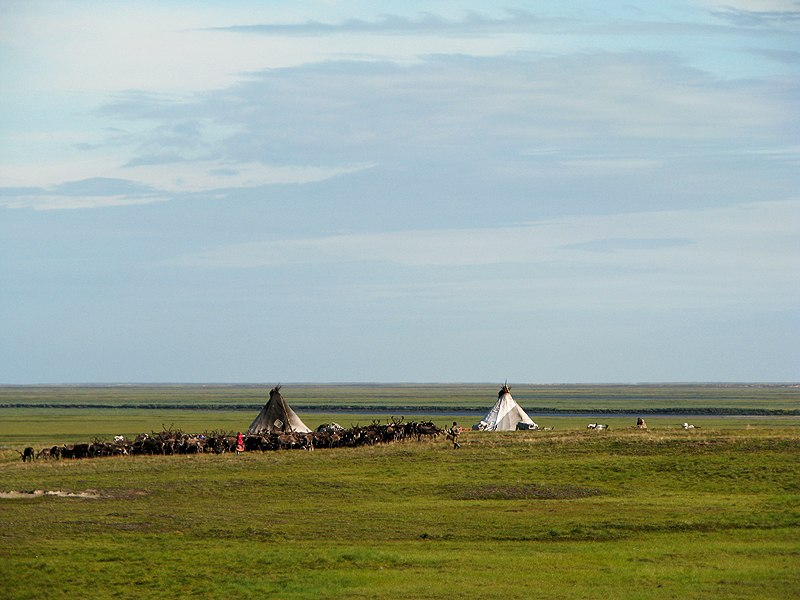
Nenets en Rusia

El pastoreo de renos es una actividad tradicional de ciertas culturas en las que los renos son criados para uso humano. Actualmente, el reno es el único animal semi-domesticado originario del Norte. El pastoreo de renos se practica en nueve países: Noruega, Finlandia, Suecia, Rusia, Groenlandia, los Estados Unidos (Alaska), Mongolia, China y Canadá. También se mantiene un pequeño rebaño en Escocia. 
El pastoreo de renos se practica a menudo como actividad comunitaria dentro de las sociedades sami y yakut así como en sovjóses (granjas colectivas) en Rusia. Aproximadamente 100.000 personas se dedican al pastoreo de renos alrededor del polo Norte.

## Domesticación
La domesticación del reno no se presta a una explicación simple. Hay consenso en que cuando los glaciares retrocedieron al final de la última Edad de Hielo, los humanos siguieron a los renos al norte durante su caza de estos mediante trampas. El registro arqueológico (arte rupestre) sugiere que la domesticación puede haber tenido lugar por primera vez en los montes Sayanes entre Rusia y Mongolia, posiblemente hace 2-3 miles de años. Según otra teoría, los tunguses (antepasados de los actuales evenkis y evenis) domesticaron independientemente renos al este de lago Baikal, apareciendo en ese caso el pastoreo de renos de forma independiente en varios lugares. Dicha domesticación supuso una revolución cultural que se expandió al norte, este y oeste. Los trineos tirados por renos aparecieron con posterioridad a los tirados por perros pero hicieron accesibles nuevas zonas de la tundra y montañas. El reno pasó así a ser medio de transporte preferido en zonas de Eurasia.

## Sami

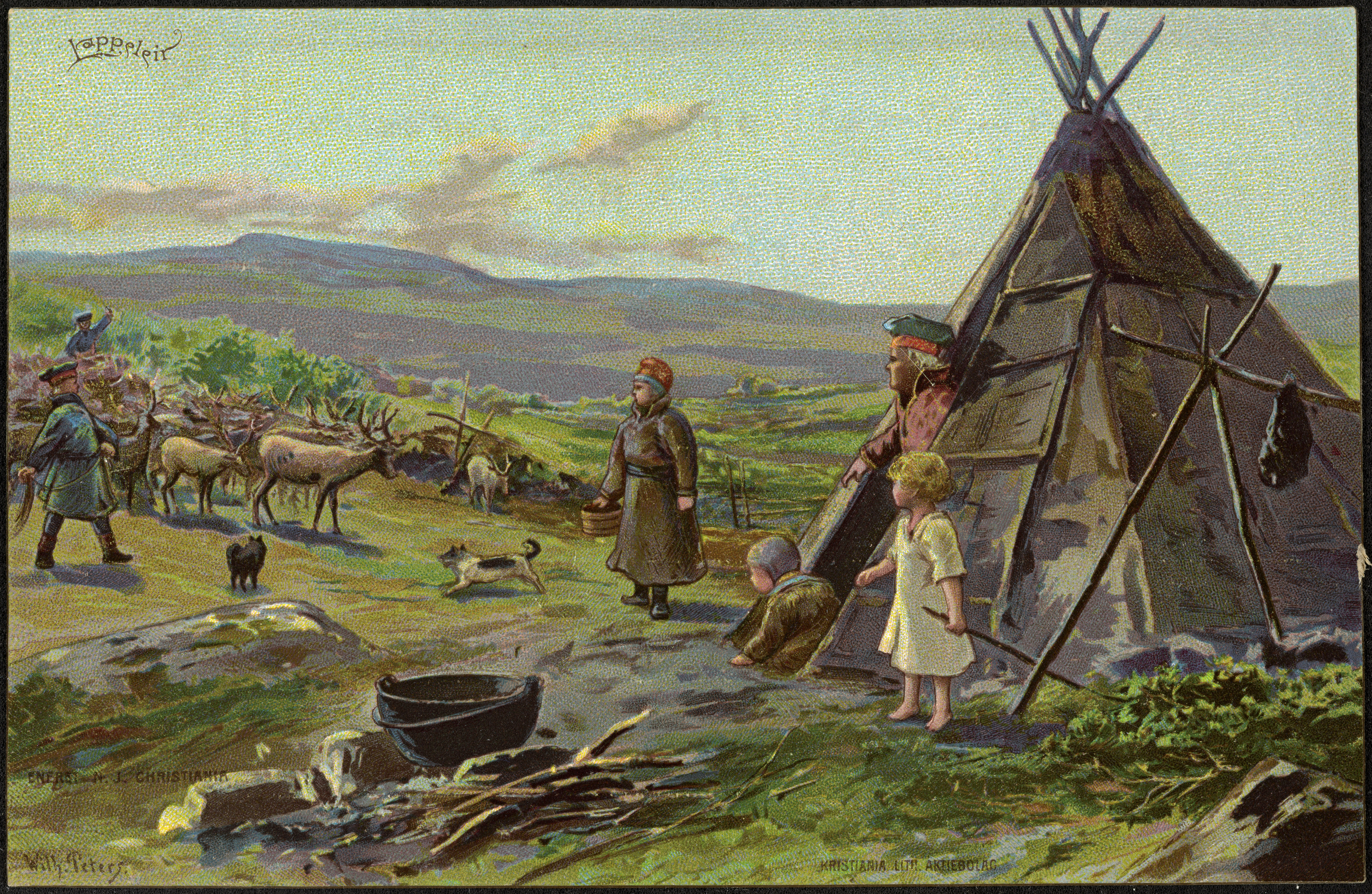
Samis en Noruega, c. 1900, obra de Wilhelm Peters.

Los samis se organizan en siiddat (comunidades de pastoreo de renos) y usan al reno como transporte y fuente de leche y carne. Los siida son un antiguo sistema comunitario organizado alrededor de una área designada pero también funcionan como sociedad económica donde los miembros tienen derechos individuales a los recursos pero se ayudan entre sí con la administración de los rebaños, la caza y la pesca. Cada siida puede constar de varias familias y sus rebaños.
En los siglos XIX y XX, las regiones tradicionales de los saami fueron divididas por fronteras estatales entre cuatro estados: Noruega, Suecia, Finlandia y Rusia, lo que desestabilizó las prácticas tradicionales. Las fronteras estatales (en 1852 entre Noruega y Rusia y en 1889 entre Suecia y Finlandia, entonces posesión de Rusia) dividieron los siids.
En la actualidad en Escandinavia aproximadamente 6.500 samis continúan la cría de renos. En Noruega y Suecia el pastoreo se caracteriza por grandes rebaños y un alto grado de mecanización. El producto principal es la carne aunque también se aprovechan pieles, huesos y cuernos como materiales para hacer ropa y manualidades. La participación de los jóvenes en Noruega y Suecia se ve obstaculizada por barreras legislativas y la escasez de pastos y oportunidades económicas. 

### Noruega

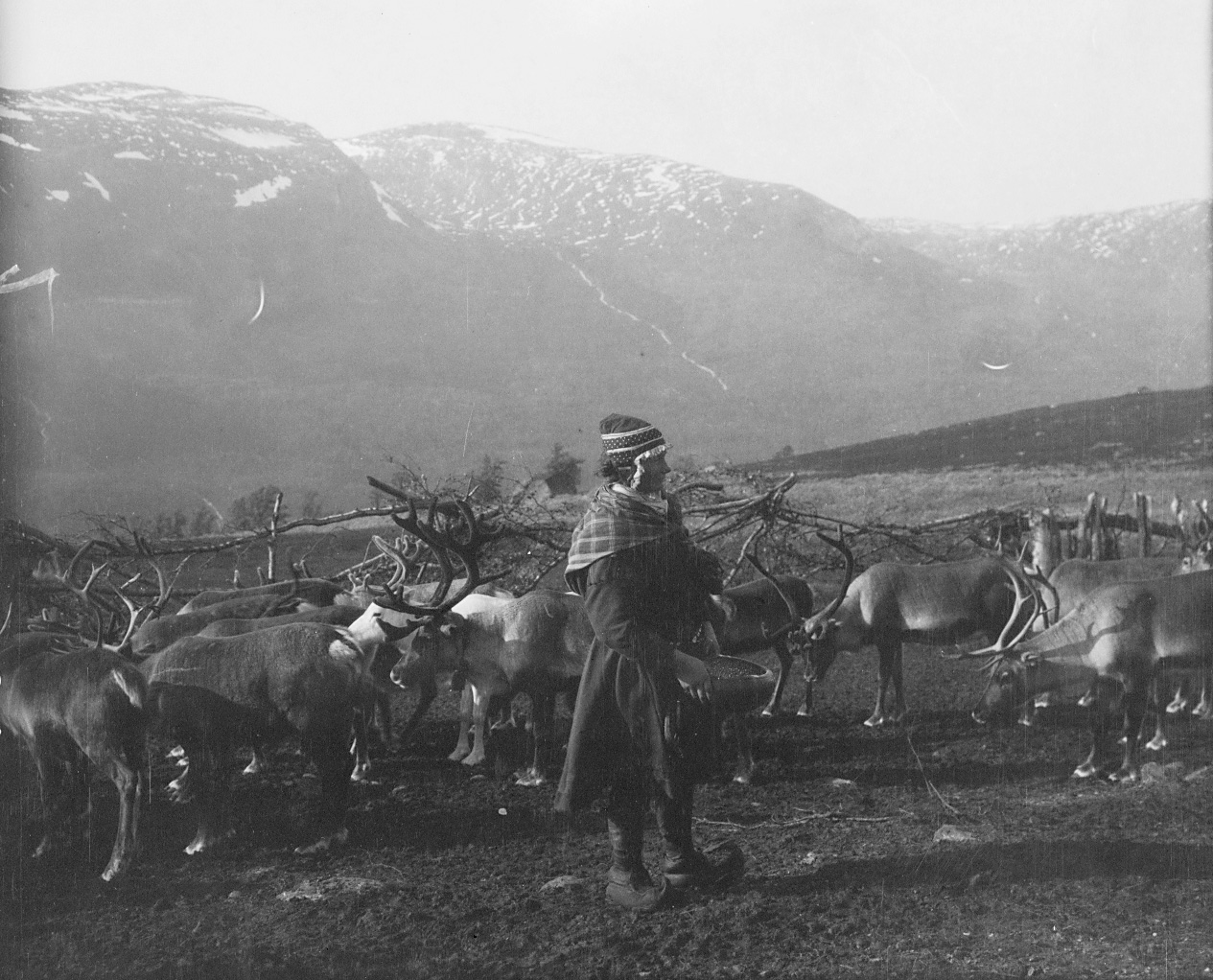
Pastor de renos en Noruega, c. 1913.

En Noruega, hay seis territorios divididos en 77 áreas de pastoreo de uso exclusivo para samis. También se crían renos en el sur Noruega en áreas de concesión especial donde su pastoreo está abierto a noruegos no saami. Los renos pastan en una área de aproximadamente 146.000 km² en las provincias de Finnmark, Troms, Nordland y Trendelag, que abarcan el 40% de la Noruega continental. La actividad está regulada por la Administración Noruega de la Ganadería de Renos Archivado el 29 de mayo de 2018 en Wayback Machine., dependiente del Ministerio de Agricultura de Noruega. 2936 pastores cuidan de aproximadamente 240.000 renos, la mayoría en la provincia de Finnmark.
El pastoreo de renos está regulado por la Nueva Ley Noruega de Pastoreo de Renos de 2007. Esta limita el uso de etiquetas de oreja a las zonas samis y solo entre aquellos que tienen como ocupación primaria el pastoreo o descienden en una o dos generaciones de pastores de renos. El número del reno en Noruega se calcula después de la matanza pero antes de la cría de novillos a inicios de mayo y fluctúa alrededor 200.000. Había 242.000 renos en 1990, 172,000 en 2000 y 241,000 en 2007. Los números fluctúan por la variabilidad climática, con los inviernos duros aumentando la depredación y reduciendo el pasto.
La situación económica de los pastores de renos en Noruega es muy variada. Los pastores modernos se han tenido que adaptar a una gran variedad de cambios en la economía local, regional y nacional. El pastoreo es visto en términos fiscales como una actividad empresarial y un pastor de renos ha de pagar impuestos como una empresa. Los ingresos de los pastores se deben a la producción de carne y materiales como pieles, huesos y cuernos, suplementados con subsidios financieros. Más de 50% de los costes en la industria se deben a la operación y mantenimiento del equipamiento mecánico. Otros costes significativos son los bienes de equipo y construcciones.
Noruega tiene desde 1976, un acuerdo para el pastoreo de renos (en noruego: Reindriftsavtalen) con el propósito de preservar y desarrollar sus tradiciones. El acuerdo fue resultado de la visión de las autoridades noruegas sobre el pastoreo y el apoyo a la cultura sami y detalla los objetivos y directrices políticas para el pastoreo. Así, hay un apoyo económico que en los años 2008–2009 ascendió a 97 millones de NOK (10.1 M Euro) y abarca bonificaciones a la producción, suplementos por matanza temprana o de crías, subvenciones a los distritos, asistencias especiales de transición y otros pagos.

### Suecia

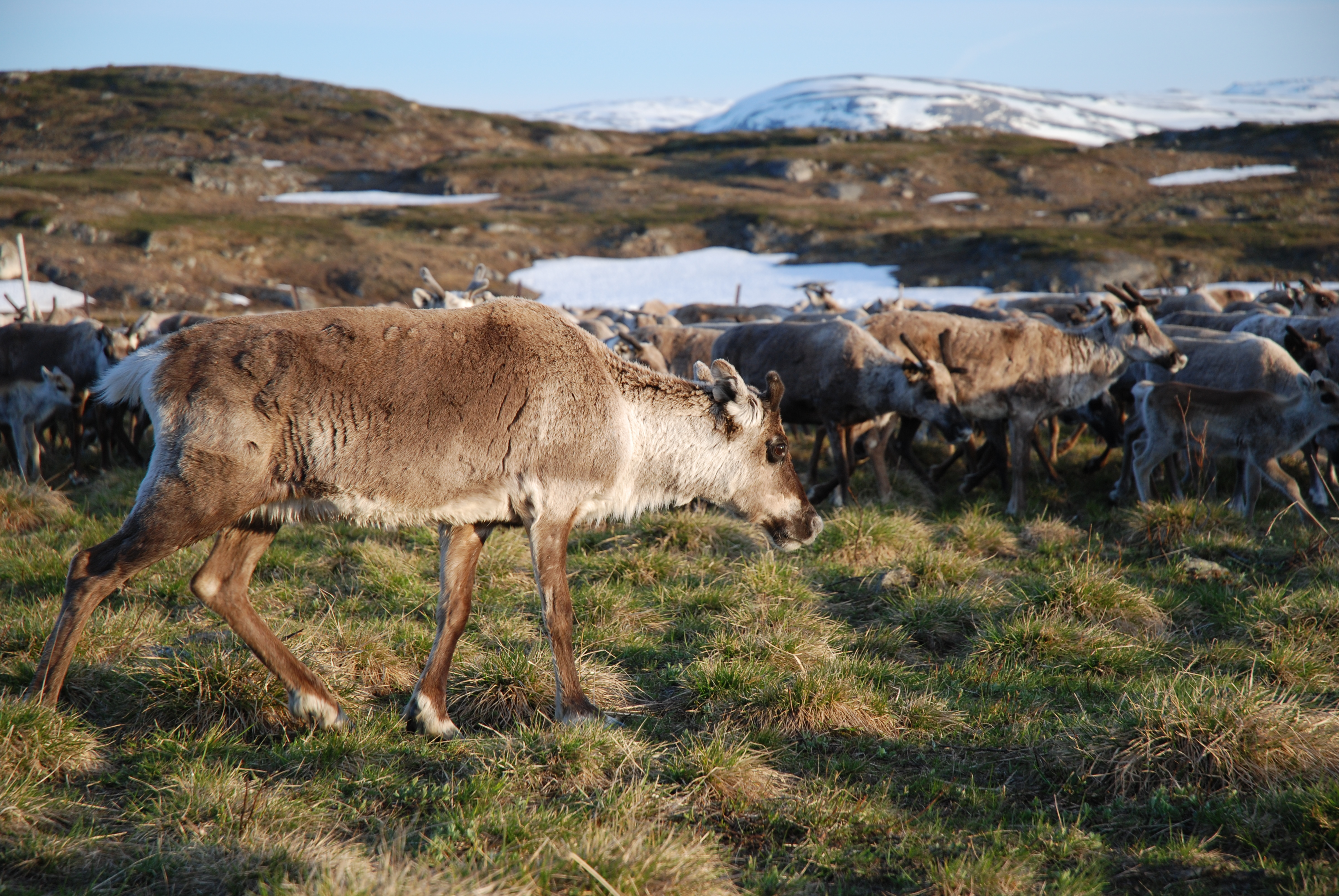
Marcado de renos en el sameby de Gabna, norte de Suecia.

En Suecia, el pastoreo de renos se practica en las provincias de Norrbotten, Västerbotten y Jämtland así como en partes de las provincias de Dalarna, Västernorrland y Gävleborg. Los pastos para renos ocupan aproximadamente un tercio del territorio de Suecia.
El pastoreo de renos emplea aproximadamente 2500 personas en Suecia con un total de aproximadamente 4600 dueños. Según cifras de 2005, el 77% de los renos del país son propiedad de hombres.
La comunidad sami (en sueco Sameby), funciona como unidad estructural de pastoreo de renos entre los samis de Suecia. Así, el país se divide en 51 zonas de pastoreo o pueblos, que funcionan como entidades económicas y geográficas. De estos, 33 son zonas de montaña, 10 bosques de renos y ocho son pueblos samis en concesión. Los pueblos de concesión existen sólo en el valle del Torne (el área en el lado sueco del río que marca la frontera entre Suecia y Finlandia).
El pastoreo de renos actual está regulado en Suecia por una ley específica. Según esta, los derechos de pastoreo son únicamente del pueblo sami y solo el miembro de una de sus comunidades (sameby) puede apacentar renos en los terrenos de esta. La única excepción son los pueblos en concesión, con permisos especiales de una Junta Administrativa del Condado (en sueco: Länsstyrelsen). Los renos de los pueblos de concesión son propiedad de personas no samis que a menudo son dueños de la tierra en que se apacentan. Aun así, según la ley el pastor de renos que realiza físicamente la actividad tiene que ser sami. Adicionalmente, un ganadero en un pueblo de concesión no puede poseer más de 30 renos.
Todo reno tiene que ser marcado en las orejas. Una marca de oreja es una combinación de uno o varios cortes en las orejas que indican quien es el dueño del reno. Los renos en las zonas samis se marcan con ellas el 31 de octubre del año de su nacimiento. Existen alrededor de 20 cortes diferentes aprobados con alrededor de 30 combinaciones diferentes de estos. Antes de que se emplee una marca, debe ser aprobada por un comité regulador de tres a cinco miembros.
El número de renos en Suecia fluctúa y durante el siglo XX ha oscilado entre 150 000 y 300 000 renos. En 1995 había 253 000 renos, que habían caído a 221 000 en 2000 y 220 000 en 2007. El conteo se realiza después de la matanza del rebaño y antes del periodo de cría, normalmente en mayo. Para cada pueblo sami, se decide un número máximo de reno según la junta administrativa del condado. Dicho máximo aplica a nivel comunitario y no individual.

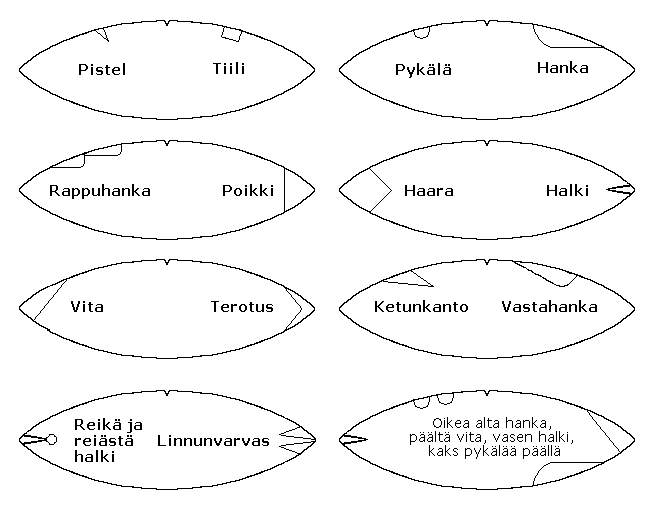
Marcas de oreja básicas de renos finlandeses

### Finlandia
En Finlandia, el pastoreo de reno se practica a través de un sistema de distritos (en finés: paliskunta – bálgosat – bálggos). Hay 56 distritos, 41 de los cuales se ubican en la provincia de Lapland mientras que los 15 restantes están en la provincia de Oulu. 13 de los distritos corresponden a distritos sami. Los distritos tienen fronteras delimitadas aunque sus superficies y cabañas ganaderas son variables.
El área total de pastoreo de renos en Finlandia es aproximadamente el 33% de la superficie del país o cerca de 122,936 km²
El pastoreo de renos en Finlandia no está restringido a los samis y cualquier ciudadano de la Unión Europea puede participar en la actividad bajo ciertas condiciones. Cada propietario de renos tiene que ser aprobado como miembro por parte de un distrito y debe residir en el municipio del distrito.
En total, hay aproximadamente 5,600 pastores renos, la mayoría de nacionalidad finlandesa. El número de dueños de renos en Finlandia es de aproximadamente 6,700 personas.
A principios del siglo XX, el número de renos en Finlandia superaba ligeramente los 100 000 animales y para 1959–1960 había llegado a 140 000. Durante las décadas de 1970 y 1980 el número aumentó rápidamente hasta llegar a un máximo de 250.000 renos. El número cayó posteriormente hasta 207.000 renos en 2004/2005. El Ministerio de Agricultura y Silvicultura (en finés: Maa- ja metsätalousministeriö) regula el número de renos permitido para cada distrito. Si el número del renos en un distrito supera la cifra autorizada, tienen que reducirlo. El máximo permitido para un único empresario es de 300 animales en la región del sur y 500 animales en los distritos del norte.
En Finlandia, el pastoreo de renos a nivel individual no es considerado fiscalmente como una actividad con ánimo de lucro. En cambio se considera una actividad comunitaria para los dueños de un distrito de forma mancomunada. El distrito reporta todos los ingresos y costes conjuntamente. 
La gran mayoría de dueños de renos practican esta ganadería como complemento a otras actividades en la agricultura y silvicultura. Respecto a su composición étnica, el pastoreo es especialmente importante entre los samis. Los ingresos totales en Finlandia se estiman en 60 millones de euros con la carne siendo el principal producto. En 1999–2000, 93.000 renos era fueron sacrificados produciendo 2,1 millones de kilogramos de carne.
Además de por su producción de carne, los renos son también un recurso extremadamente valioso para el turismo tanto en verano como en invierno ya que son una de las atracciones principales para los turistas extranjeros. Las cifras de 1994-2000 muestran que frente a un 60-80% de ingresos por la carne, los ganaderos obtienen un 10% de indemnizaciones y otro 10% de ayudas. Sólo una pequeña parte proviene de inversiones financieras y otros ingresos. Los números de los mismos años muestran que aproximadamente el 40% de los costes se deben a actividades de pastoreo, aproximadamente el 20% a la trashumancia y el resto a pago de daños causados por los renos, costes administrativos, suministros de oficina y equipamiento y otros gastos.

### Rusia

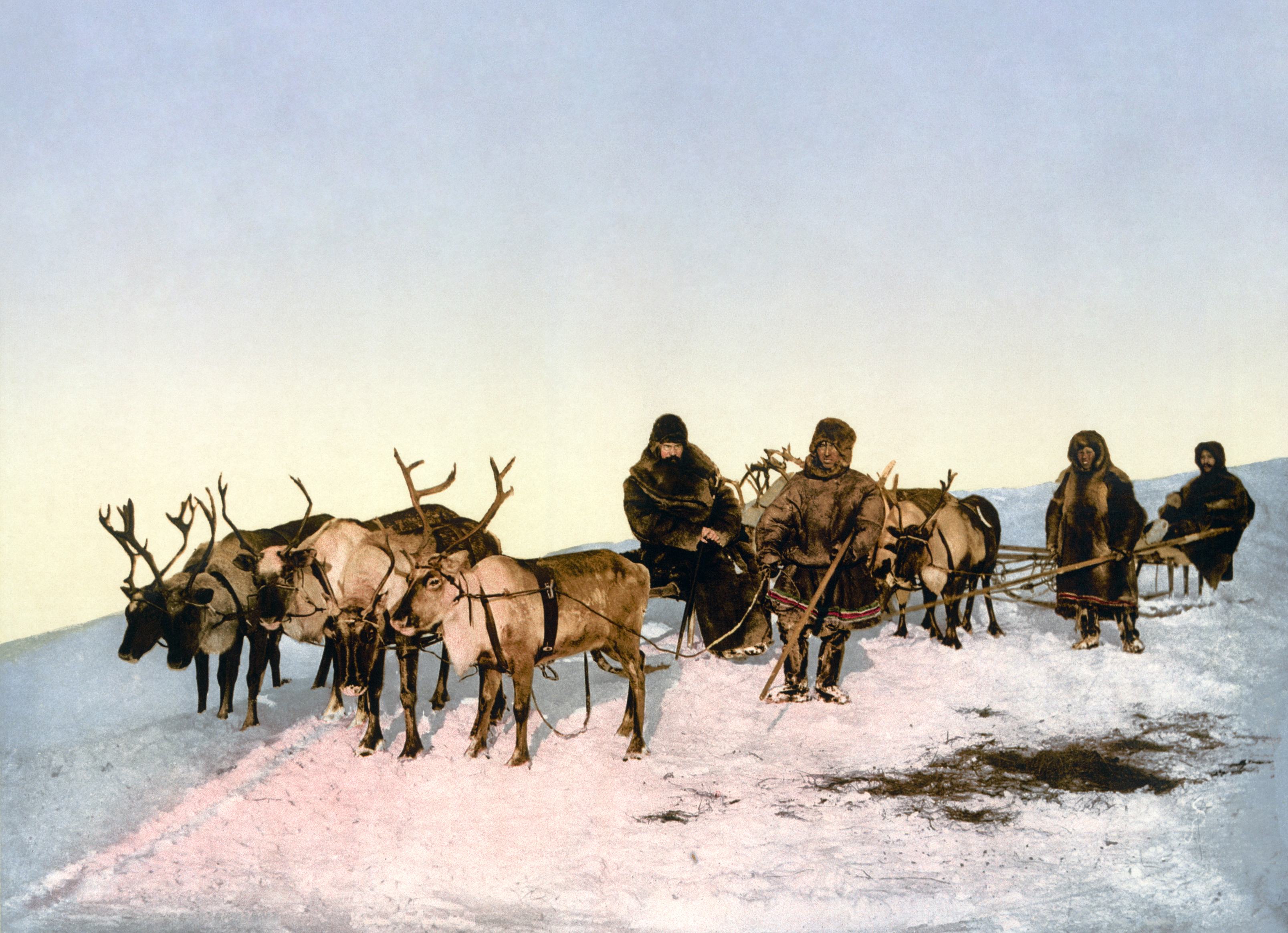
Trineo tirado por renos en Arcángel, Rusia, entre 1890 y 1900.

La cría de renos entre los sami de Kola en el noroeste de Rusia experimentó una transformación en el siglo XIX con la llegada de 65 pastores komi con 600 renos. El pastoreo pasó de ser una actividad semi-extensiva a ser practicado en granjas a gran escala centradas en la productividad. La colectivización en la década de 1930 continuó la transformación, aumentándose el tamaño de los rebaños. Después del colapso de la Unión soviética, el pastoreo de renos fue desatendido, aunque continúa dirigido por dos granjas estatales que contratan a los pastores como en el periodo soviético.
En total, aproximadamente 200 personas se dedican al pastoreo de renos, mayoritariamente entre los komi. Una minoría de los pastores son sami, rusos étnicos y ucranianos. Hoy en día se crían aproximadamente 40–50.000 renos, menos de la mitad de la cabaña de hace varias décadas. La participación de la propiedad privada en esta ganadería ha crecido significativamente en la última década.

## Evenki
Los evenki son los más numerosos de los pueblos tunguses y se extienden por varias regiones de la Federación rusa: a través del Bajo Yeniséi en el Okrug Autónomo Evenki, Irkutskaya y el óblast de Amur, el krai de Jabárovsk, Buriatia, el noroeste y sur de Sajá (Yakutia). Otros grupos evenki viven en China y Mongolia. Su número es de aproximadamente 50.000 personas, la mayoría de los cuales residen en Sajá. Siendo nómadas, practican una economía tradicional, incluyendo el pastoreo y la caza de renos.

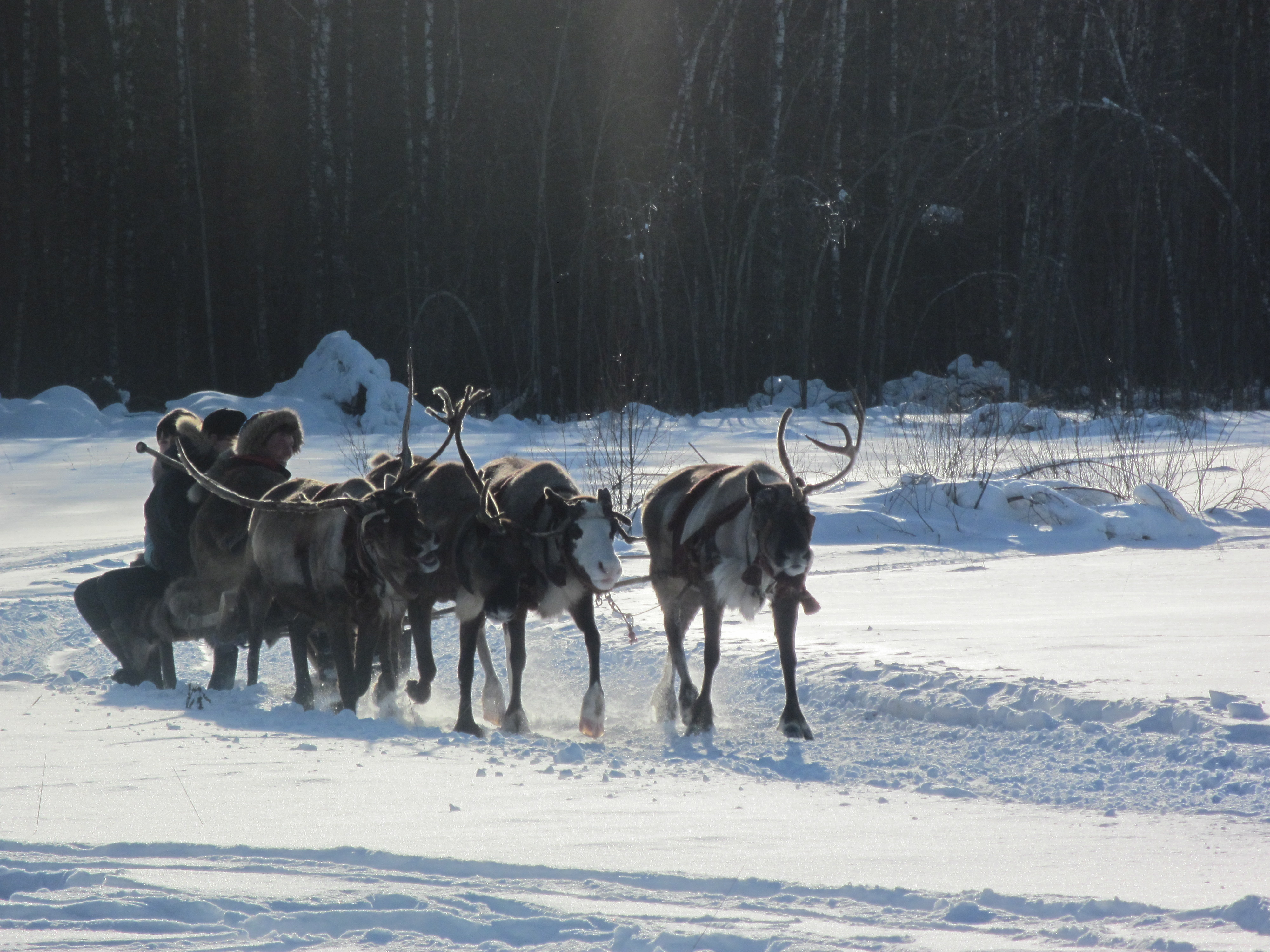
Renos tirando de un trineo en Rusia

Los pastos de verano están localizados en divisorias de cuencas mientras que los pastos de invierno se localizan en cuencas fluviales. La caza de ciervos salvajes tradicionalmente ha servido como actividad secundaria de los pastores de renos como ocupación de grupos pequeños de cazadores en vados. El nomadismo es así clave en la cultura evenki. A raíz de la colectivización soviética, los nómadas fueron sedentarizados forzosamente, lo que causó la desintegración de las estructuras sociales y la identidad cultural evenki. Los renos eran usados como montura y transporte de cargas y apacentados sin perros. Los vehículos modernos los reemplazaron parcialmente. El pastoreo evenki sirve como modelo de uso del reno a pequeña escala donde el ciervo se utiliza como vehículo y para la producción de leche.

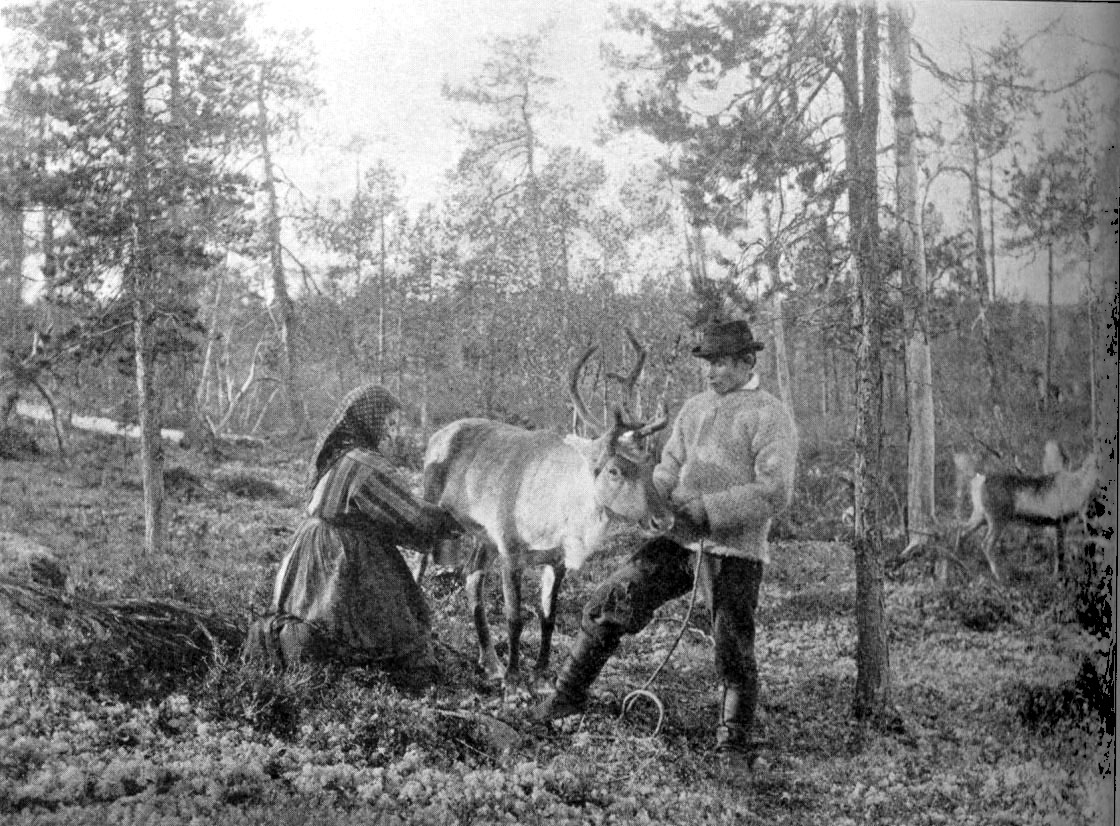
Ordeño de un reno, Rusia

Tradicionalmente, el número del renos rondaba las dos o tres docenas por familia. Las relaciones con eran domésticas, con el reno siendo ensillado y ordeñado usando técnicas milenarias como el uso de la sal o el uso de humo para controlar insectos y protección de depredadores. Los pastores evenki están estrechamente relacionado con los de los Sayanes (todzhanos, tofalares, czataanos). Los evenkis transhumaban a lo largo de toda Siberia Oriental en un área de 7 millones de kilómetros cuadrados. Como resultado, hay aproximadamente 20 subgrupos evenki claramente definidos, todos con el pastoreo de renos como parte histórica de su identidad.
El desarrollo industrial de Siberia tuvo consecuencias catastróficas para algunos grupos evenkis, debido a la extracción de minerales, la construcción de oleoductos y el desarrollo de la industria maderera. El destino de los pastores de renos del distrito Bureysky del Óblast de Amur es un ejemplo del final de las prácticas tradicionales evenki.

### China
El pastoreo de renos en China se limita a una pequeña área en el nordeste del país entre las latitudes 50° y 53° N. Actualmente 234 evenkis se dedican a la actividad, repartidos en 20 familias y con una cabaña de aproximadamente 1.000 renos. Estos evenkis son los descendientes de un grupo mayor de cazadores que cruzó la frontera sino-soviética y quedó a ese lado de la frontera tras el conflicto que enfrentó a ambos países en la década de 1960. Buscando poner fin a la permeabilidad previa de la frontera, las autoridades chinas movieron a estas personas al interior del país: primero a Alonsohn, luego a Monkey y finalmente al asentamiento de Alougoya. Los renos fueron colectivizados en 1967, comprando el estado los renos y pasando los pastores a ser empleados por este. Las prácticas son similares a las que se realizan en el sur de Siberia, con los renos siendo valorados como medio de transporte y fuente de leche y no directamente como fuente de carne.
La mejora de la salud y diversidad del rebaño es una de las principales preocupaciones en la actualidad. La producción de cornamentas para la medicina china es la fuente principal de ingresos, con el turismo siendo un foco incipiente especialmente entre las comunidades tribales cerca de la principal ciudad de la región, Genhe.

### Mongolia
Los pastores de renos (tsaatans en mongol) son una etnia nativa del bosque remoto de Mongolia del norte. Son una de las pocas tribus restantes de su clase, ahora en riesgo de desaparición. Hoy en día, hay obtienen las comunidades tsaatans obtienen ingresos gracias al turismo en Mongolia.

## Otras culturas que crían renos

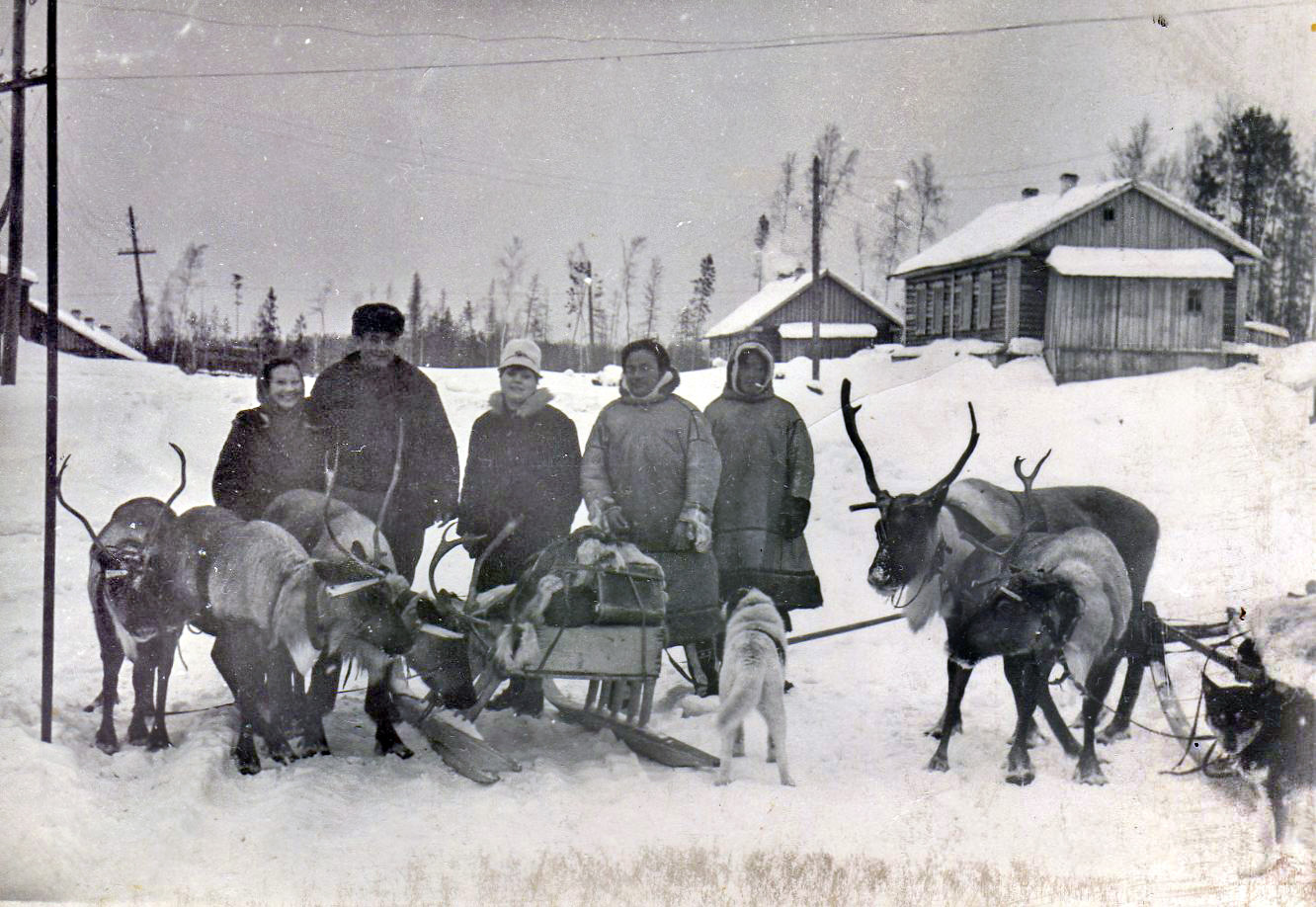
Mansis posando con un trineo y sus renos, c. 1960.

Además de los sami, evenki y yakut también tienen prácticas similares los nenets, chukchi, komi, koriakos, janty, mansi, dolganos, duja, enets, yukagir, tuvanos, tofalar, selkup, nganasan, chuvanos, inupiaq, inuvialuit, oroks, kets, negidal y soyot.